# Телевной
Телевной — исчезнувший хутор в Миллеровском районе Ростовской области.

## История
С ноября 1924 года — в составе Туриловского сельсовета.  
По данным Всесоюзной переписи населения 1926 года — в Донецком округе Мальчевско-Полненского района Северо-Кавказского края РСФСР.

## Население
По данным Всесоюзной переписи населения 1926 года — население — 53 человека (22 мужчины и 31 женщина); все жители — украинцы

## Инфраструктура
В 1926 году зафиксировано личное подсобное хозяйство (8 дворов).